# Dialeto nordestino
O dialeto nordestino, também chamado simplesmente de sotaque nordestino (ouvir), é a variante da língua portuguesa mais usada nos estados do Nordeste brasileiro. Segundo a classificação proposta por Antenor Nascentes, esses dialetos, juntamente com os dialetos da costa norte, o dialeto recifense e o dialeto nortista, constituem o chamado português brasileiro setentrional, em comparação com as variantes do português faladas nos demais estados brasileiros.
O estudo do dialeto nordestino, teve como marco a obra de Mário Marroquim, A Língua do Nordeste, 1945.

## Variantes
As principais variantes dialetais (ou sub-dialetos) em que se subdivide o dialeto nordestino são:
- Subdialeto do interior nordestino: É a forma típica do dialeto nordestino, falada propriamente no interior da maioria do estados da região, caracterizada por não apresentar palatalização nas consoantes /d/ e /t/ antes da vogal /i/ e da semivogal /j/ (mesmo em sílabas finais "de" e "te") e por palatalizar fricativas antes de /d/ (/z/ vira /ʒ/) e /t/ (/s/ vira /ʃ/), e também a mais difundida pelos meios de comunicação quando se trata do Nordeste. Falado nas regiões Agreste e Sertão, possui expressões bem típicas em cada estado. Ocorre na maioria dos estados nordestinos, do Rio Grande do Norte até Sergipe, nas mesorregiões do Nordeste Baiano e do Centro-Norte Baiano (exceto Feira de Santana e entorno, que falam o dialeto baiano) além das microrregiões de Juazeiro e Paulo Afonso na Bahia, e na porção Sul do Ceará (na região da Serra do Pereiro e nas mesorregiões Sul e Centro-Sul, as duas últimas popularmente conhecidas como Cariri).[5]
- Subdialeto nordestino oriental: ocorre, mais próximo a zona leste litorânea nordestina. Muito parecido com o dialeto interiorano, porém sofre influências dos dialetos de outras regiões do Brasil, e até mesmo de outras variantes dialetais nordestinas. É conhecido pela maneira de falar "mais rápida" que a do interior, além de expressões não existentes no dialeto interiorano. Este sub-dialeto é característico das capitais litorâneas entre Natal e Aracaju (com exceção somente de Recife, sua região metropolitana e a zona da mata pernambucana, que falam o dialeto mateiro).[5]
- Subdialeto nordestino ocidental: fala já bastante influenciada pelos dialetos nortista e costa norte, havendo um meio-termo entre a palatalização de fricativas, que pode ser mais fraca ou mais intensa, dependendo da proximidade dos estados que falam essa variante com outras regiões, podendo até não haver nenhuma palatalização de fricativas. Falado nas regiões Sudeste e Sudoeste do estado do Piauí, assim como nas microrregiões Alto Mearim e Grajaú, Chapadas do Alto Itapecuru e Chapadas das Mangabeiras e Gerais de Balsas, todas no estado do Maranhão, além de alcançar também a região do Jalapão, no estado de Tocantins.[5]

Vale ressaltar que os dialetos da costa norte, recifense, baiano, bem como o dialeto da serra amazônica (falado na parte sul-maranhense, excetuando-se a região das Chapadas das Mangabeiras), não são considerados como parte do dialeto nordestino, visto que são classificados como dialetos à parte. Embora o dialeto nordestino popularmente sejam usados como sinônimos as expressões "dialeto nordestino" e "sotaque nordestino", por justamente ser o dialeto mais falado da região, essa definição é um tanto errônea, por não contemplar os demais dialetos falados na mesma. Os demais dialetos compartilham características semelhantes a este dialeto e parecem ter influência do mesmo, onde as diferenças se notam porque nestes há introdução de fonemas alófones, diferença na eloquência e no contato cultural.

## Características
O dialeto nordestino possui em si muitas características peculiares, tais como:

### Fonética
Consoantes
- Pronúncia e palatalização de /s/ final e entre consonantes: Como na maioria dos dialetos, a grafia e a pronúncia divergem bastante. No caso desse dialeto isso pode ser notado na pronúncia do /s/ e do /z/, que em palavras antes de certas consoantes é pronunciado como /ʃ/ e /ʒ/, mas em outras como é realmente escrita. De modo geral, a palatalização de fricativas, nesses subdialetos sempre ocorre antes de consoantes alvéolo-dentais (/t/ e /d/, sendo /ʃ/ antes de /t/ e /ʒ/ antes de /d/), mas isso não é uma regra geral, pois em certas regiões dos estados do Maranhão, Piauí e Bahia pode não haver essa palatalização. Essa característica intermediária entre o /s/-/z/ e /ʃ/-/ʒ/ indica um arcaísmo transitório entre o português clássico original de séculos anteriores melhor preservado e o português do século XIX já com maior influência do "chiado" da Galiza que muito influenciou o idioma do norte de Portugal, que sempre enviou mais emigrantes por sua demografia e natalidade maior ao longo do hinterland e vale do Douro. Para se ter uma ideia, há vocábulos na Galiza em que fonemas tais como /x/ (som de "r" aspirado) são substituídos por /ʃ/ literalmente, e em partes do norte de Portugal o fonema /s/ mesmo antecedendo vogais assume o som de /ʃ/ (por exemplo na palavra "seis" que vira [ʃejʃ]), coisa que nem mesmo no dialeto recifense (o único no Nordeste onde os fonemas /ʃ/ e /ʒ/ predomina sobre a forma escrita, inverso portanto ao centro-oeste pernambucano) ocorre. No Nordeste, "busca" se pronuncia ['buskɐ] e "turismo" [tu'ɾizmu]. Mas "astro" se diz [ˈaʃtru] e "desde" [ˈdejʒd̪i/ˈdejʒd].
- Uso predominante de oclusivas dentais: Uma característica marcante e curiosa deste dialeto é que assim como certos locais do interior paulista e sulino, esse dialeto também preserva o modo indo-europeu clássico de pronunciar as consoantes "t" e "d" na vogal /i/, que se dá pela pronúncia de oclusivas dentais surdas (/t̪/) e sonoras (/d̪/), ou seja, do modo como é escrito e grafado, ao contrário de dialetos em que não há pronúncia similar ao modo europeu e mesmo estadunidense do "ti" e "di" falados de forma pura e modo original similar ao que ocorria com o proto-indoeuropeu, e, como no português, a vogal "e" final de toda palavra tem sempre som /i/, essa pronúncia de /d/ e /t/ indoeuropeia é preservada também em sílabas finais "de" e "te". Exemplos: "dia" se diz [ˈd̪iɐ] e "noite" se diz [ˈnojt̪i] (diferente de boa parte do português brasileiro, que realizada africadas pós-alveolares sonoras - /dʒ/ e surdas - /tʃ/ antes do som de /i/).
- Glotalização do /ʁ/ e substituição por /h/-/ɦ/: Duas características são compartilhadas entre este e os dialetos da costa norte, baiano e recifense: o som da letra "r", onde a fricativa uvular surda (/ʁ/) é substituída. O som de "r", portanto, é bem glotal quando forte, podendo ser surda (/h/) ou sonora (/ɦ/) (nunca aspirado como a fricativa velar surda - /x/, usada no Rio de Janeiro e na língua espanhola), e suave quando fraco (vibrante simples alveolar - /ɾ/), sempre em encontros consonantais e nunca no meio ou fim de sílabas como em dialetos do Centro-Oeste, Sul e Sudeste brasileiros, além de não ser pronunciado no final das sílabas. Geralmente a glotal sonora é usada em encontros consonantais, como em "corda" [ˈkɔɦdɐ], e a glotal surda quando inicia palavras ou no dígrafo "rr", como em "rabo" [ˈhabu] e "barragem" [baˈhaʒẽj].
- Presença, ou não, de africadas alveolares em sílabas finais: Também são realizadas africadas apenas alveolares surdas e sonoras (/dz/ e /ts/), sempre no fim das sílabas "des"/"dis" e "tes"/"tis", caracterizadas como uma "palatalização fraca" por diferenciar-se da palatalização ocorrida na maioria dos dialetos brasileiros, pois essa também possui som dental, embora também alveolar (por exemplo: em "partes" ['paɦts] e "amizades" [ɐmi'zadz]); mas essa regra nunca vale pra essas sílabas em começo de palavras (como em "desmantelo" [d̪ɪzmɐ̃ˈtelu]), nem pra sílabas próximas a sílabas tônicas ou palavras monossilábicas tônicas (como em "diz" [ˈd̪iz] e "tesoura" [t̪ɪˈzowɾɐ]); em alguns casos ocorre substituição de /e/ por /ɪ/.
- Ditongos crescentes em sílabas pós-tônicas com palatalização facultativa: Dependendo de variações geográficas e de influência de dialetos próximos, em palavras como "prédio" e "pátio", que possuem ditongos crescentes com "di" e "ti" na sua composição, pode haver a pronúncia de africadas pós-alveolares, mas sem ser uma palatalização completa como na maior parte do português brasileiro, sendo pronunciadas muitas vezes [ˈpɾɛdʒu] e [ˈpatʃu], respectivamente. Ainda em ditongos pós-tônicos, palavras como "família" e "alumínio" com "li" e "ni" na sua composição tem palatalização e comumente são ditas [fɐˈmiʎɐ] e [aluˈmĩɲu].

Vogais
- Abertura das vogais pré-tônicas: Outra característica marcante deste dialeto (porém, não exclusiva deste) é a abertura das vogais pré-tônicas /e/ e /o/ para /ɛ/ e /ɔ/ (sendo que no dialeto interiorano essa abertura pode variar dependendo da região, havendo o fenômeno da harmonia vocálica apenas na região do subdialeto do Interior Nordestino, e nas demais regiões onde é falado o dialeto, essa abertura varia) Por exemplo, segundo a regra de harmonia vocálica, em todos os subdialetos provavelmente as pessoas pronunciam as palavras "rebolar" e "hospital" como [hɛbɔ'la] e [ɔspi'taw] respectivamente, enquanto que boa parte das pessoas do Sul-Sudeste do país pronunciam geralmente [ʁebo'laɾ] e [ospi'taw]. Mas uma pessoa do interior do Ceará, do Rio Grande do Norte ou da Paraíba, regiões com influência próxima do dialeto da costa norte, pronunciariam a palavra "mesada" como [meˈzadɐ] (por derivar de "mês" [ˈme(j)s], ao passo que em algumas regiões do interior de Alagoas, de Sergipe e da Bahia a mesma palavra seja pronunciada como [mɛˈzadɐ], por influência do dialeto baiano, onde há uma super abertura dessas vogais. Porém, ao contrário do dialeto baiano, e pela mesma regra, este dialeto tende a fechar as vogais quando a sílaba é pós-tônica, assim como em boa parte do Brasil (por exemplo: a palavra "caráter" é pronunciada [kaˈɾate] neste dialeto, enquanto que no dialeto baiano é dita [kaˈɾatɛh]).
- Monotongação de "ei" e "ou" em sílabas tônicas: No geral, o dialeto nordestino realiza muita monotongação em palavras com os ditongos "ei" e "ou" quando estes ocorrem em sílabas tônicas, onde os mesmos são frequentemente reduzidos a /e/~/ɛ/ e /o/-/ɔ/ e antes de vogal "a" e das fricativas /ʒ/ ("j" e "g" antes de "e" ou "i") e /ʃ/ ("x"), de uma oclusiva bilabial sonora-/b/, de uma vibrante simples alveolar-/ɾ/ e de /v/. O ditongo "ou" também é reduzido no fim das palavras, o que não ocorre com "ei", este pronunciado normalmente, como na palavra "sei" ['sej].

Exemplos com "ei":
-"feijão": [feˈʒɐ̃w] em vez de [fejˈʒɐ̃w]
-"ideia": [iˈdɛ.ɐ] em vez de [iˈdɛj.ɐ]
-"beijo": [ˈbeʒu] em vez de [ˈbejʒu]
-"queixo": [ˈkeʃu] em vez de [ˈkejʃu]
-"vaqueiro": [vaˈkeɾu] em vez de [vaˈkejɾu]
Exemplos com "ou":
-"rouba": [ˈhɔbɐ] em vez de [ˈhɔwbɐ]
-"frouxo": [ˈfɾoʃu] em vez de [ˈfɾowʃu]
-"couro": [ˈkoɾu] em vez de [ˈkowɾu] (pronúncia equivalente à da palavra "coro")
-"houve": [ˈovi] em vez de [ˈowvi] (pronúncia equivalente à da palavra "ouve")
-"ficou": [fiˈko] em vez de [fiˈkow]
- Ditongação de /a/, /e/, /o/ e /u/ em sílabas tônicas que terminam em /s/: De modo similar à característica descrita anteriormente, também há frequente ditongação neste dialeto, quando as vogais /a/, /e/, /o/ e /u/ ocorrem em sílabas tônicas precedidas de /s/ (ainda que /s/ seja grafado como "z"), geralmente de palavras monossilábicas, plurais e adjetivos. Ditongando /a/: "mas" ['majs] (pronúncia equivalente à da palavra "mais"). Ditongando /e/: "mês" ['mejs]. Ditongando /o/: "arroz" [a'hojs]. Ditongando /u/: "cuscuz" [kus'kujs].
- Iotização das consoantes aproximante lateral palatal (/ʎ/) e nasal palatal (/ɲ/), e posterior redução silábica: Em relação ao som de "lh" e "nh", palavras como "velho" e "manhã" tem esses sons substituídos por /j/, e quando as mesmas terminam com "o" há uma redução silábica ([ˈvɛj] em vez de [ˈvɛʎu] e [mɐ̃ˈjɐ̃] em vez de [mɐ̃ˈɲɐ̃]). Entretanto, é mais comum a iotização (e posterior nasalização) de uma nasal palatal do que mesmo a iotização de uma aproximante lateral palatal, sendo o primeiro fenômeno corriqueiro na fala coloquial, enquanto o último parece muitas vezes associado a comunidades rurais ou a pessoas com baixo índice de escolaridade.
- Substituição de /e/ por /ɪ/ e /o/ por /ʊ/: Ocorre com frequência nas regiões de agreste e caatinga, onde ocorre o fenômeno de harmonia vocálica, mas também pode ser percebido nas capitais (e suas regiões metropolitanas da zona da mata). Por exemplo, a palavra "botão" é pronunciada como [bʊˈtɐ̃w] em vez de [boˈtɐ̃w], e a palavra "escola" é dita [ɪsˈkɔlɐ] em vez de [esˈkɔlɐ]. Esse fenômeno é compartilhado com outros dialetos compatriotas, especialmente o carioca e os demais dialetos setentrionais.

### Gramática
Algumas peculiaridades gramaticais do português falado no Nordeste são: a omissão do artigo definido antes de nome próprio com a função implícita e instintiva de diferenciar objetos, animais e coisas de pessoas e afins, poupando assim artigos que seriam desnecessários e em demasiado "artificialismo" (forçado, algo não-natural e não-espontâneo), de acordo com os falantes dessa variação (p. ex.: "Maria foi à feira" em vez de "A Maria foi à feira"), e a inversão da colocação da partícula negativa (p. ex.: "Sei não" em vez de "Não sei").

### Léxico
O léxico adotado no Nordeste é, em sua maioria, o mesmo usado nas demais regiões do Brasil e em Portugal; contudo, pode haver grandes mudanças semânticas. Alguns exemplos dessas mudanças são palavras como "zunir", que quer dizer "arremessar", enquanto em outros lugares do Brasil designa o ruído do vento; ou "prenda", que no nordeste significa "presente", enquanto em outras regiões do Brasil significa "grávida" ou "garota". O "tu", assim como no Sul do Brasil, é usado frequentemente na região nordeste. Em 2004, o jornalista Fred Navarro lançou o Dicionário do Nordeste, contendo cerca de cinco mil palavras e expressões peculiares à região. Vale ressaltar que apesar de os estados nordestinos terem o seu léxico próprio de palavras e expressões típicas, dependendo dos dialetos de regiões limítrofes, o léxico pode estar associado ao de outros dialetos vizinhos.